# Uvs
Uvs (mongolsk: Увс, tr. Uvs) er en af Mongoliets 21 provinser. Provinsen ligger i det nordvestlige Mongoliet, har i alt 90.037 indbyggere (2000) og et areal på 69.600 km². Provinsens hovedstad hedder Ulaangom.
Mongoliets største sø, Uvs Nuur, ligger i Uvs og har givet navn til provinsen.

## Administrativ inddeling
Provinsen er inddelt i 19 distrikter (sum): Baruunturuun, Böhmörön, Davst, Hovd, Hyargas, Malchin, Naranbulag, Ölgiy, Ömnögovi, Öndörhangay, Sagil, Tarialan, Tes, Tsagaanhangay, Türgen, Ulaangom, Züüngovi, Züünhangay og Zavhan.